# École supérieure baptiste de théologie de l'Afrique de l'Ouest
L'École supérieure baptiste de théologie de l'Afrique de l'Ouest 
(ESBTAO) est un institut de théologie baptiste fondé en 1971 à Lomé, au Togo. L'école offre des formations de théologie évangélique. Elle est affiliée à la Convention baptiste du Togo.

## Histoire
L'ESBTAO est fondé en 1971 sous le nom d'École pastorale baptiste par une mission américaine du Conseil de mission internationale et la Convention baptiste du Togo, afin de desservir la région francophone ouest-africaine , ,.  En 1999, les programmes de licence en théologie évangélique sont mis en place.  Cette même année, l'institut prend son nom actuel, École supérieure baptiste de théologie de l'Afrique de l'Ouest.

## Programmes
L’école offre des programmes en théologie évangélique, dont des certificats, des
licences et des masters,, ,.

## Partenaires
L’école est partenaire des conventions baptistes francophones de l’Afrique de l’Ouest .